# Jon Ronson
Jon Ronson (Cardiff, 10 de mayo de 1967) es un autor, periodista, locutor y documentalista galés. Sus trabajos incluyen Hombres de Mentes (2004) y Humillación en las Redes (2015), entre otros. Sus trabajos son considerados como parte del periodismo gonzo.
A lo largo de su carrera, el autor ha publicado nueve libros y realizado diversos documentales para los canales de BBC Television y Channel 4, en Reino Unido. 

## Filmografía
- The Ronson Mission (1994) BBC 2
- New York to California: A Great British Odyssey (1996) Channel 4
- Hotel Auschwitz (1996) BBC Radio 4
- Tottenham Ayatollah (1997) Channel 4
- Critical Condition (1997) Channel 4
- Dr Paisley, I Presume (1998) Channel 4
- New Klan (1999) Channel 4
- Secret Rulers of the World (2001) Channel 4
- The Double Life of Jonathan King (2002) Channel 4
- Kidneys for Jesus (2003) Channel 4
- I Am, Unfortunately, Randy Newman (2004) Channel 4
- Crazy Rulers of the World (2004) Channel 4
  - Part 1: "The Men Who Stare at Goats"
  - Part 2: "Funny Torture"
  - Part 3: "The Psychic Footsoldiers"
- Death in Santaland (2007) More 4, about a foiled school shooting plot in the Christmas-themed town of North Pole, Alaska.
- Reverend Death (2008) Channel 4, about George Exoo, an advocate of euthanasia.[3][4]
- Stanley Kubrick's Boxes  (2008)
- Revelations (2009)
- Escape and Control (2011)[5]

## Obra
| Fecha de publicación    | Título                                                      | Edición |
| ----------------------- | ----------------------------------------------------------- | --- |
| 27 de octubre de 1994   | Clubbed Class                                               | Pavilion Books Ltd, hardcover, ISBN 1-85793-320-6 |
| 2001                    | Them: Adventures with Extremists                            | Picador, hardcover, 2001, ISBN 0-330-37545-8 Simon & Schuster, hardcover, 2002, ISBN 0-7432-2707-7 Simon & Schuster, paperback, 1 de enero de 2003, ISBN 0-7432-3321-2 |
| 19 de noviembre de 2004 | The Men Who Stare at Goats                                  | Picador, hardcover, ISBN 0-330-37547-4 |
| 3 de noviembre de 2006  | Out of the Ordinary: True Tales of Everyday Craziness       | Picador/Guardian Books, paperback, ISBN 0-330-44832-3 |
| 2 de noviembre de 2007  | What I Do: More True Tales Of Everyday Craziness            | Picador/Guardian Books, paperback, ISBN 0-330-45373-4 |
| 12 de mayo de 2011      | The Psychopath Test: A Journey Through the Madness Industry | Riverhead Books, hardcover, ISBN 978-1-59448-801-6 |
| 30 de octubre de 2012   | Lost at Sea: The Jon Ronson Mysteries                       | Penguin Group, hardcover, ISBN 978-1-59463-137-5 |
| 27 de marzo de 2014     | Frank: The True Story that Inspired the Movie               | Picador, paperback, ISBN 978-1-4472-7137-6 |
| 12 de marzo de 2015     | So You've Been Publicly Shamed                              | Picador, paperback, ISBN 978-0-33049-228-7 |